# Bruno Ahlberg
Bruno Valfrid Ahlberg (23. april 1911 i Esbo – 9. februar 1966 i Helsingfors) var en finsk bokser som deltog i de olympiske lege 1932 i Los Angeles og 1936 i Berlin.
Ahlberg vandt en bronzemedalje i boksning under OL 1932 i Los Angeles. Han kom på en tredjeplads i vægtklassen, weltervægt efter, amerikanske Edward Flynn og Erich Campe fra Tyskland. Der var 16 boksere fra 16 lande som stillede op i vægtklassen, som blev afviklet fra den 9. til 13. august 1932.